# Manoutchehr Atachi
Manoutchehr Atachi (en persan : منوچهر آتشی), né le 25 septembre 1931 au Dachtestan et mort le 20 novembre 2005 à Téhéran, était un écrivain iranien.